# ザ・ファースト・デイ
『ザ・ファースト・デイ』(The First Day)は、デヴィッド・シルヴィアンとロバート・フリップが1993年に連名で発表したスタジオ・アルバム。日本盤CDにおけるアーティスト表記は、初回盤(VJCP-28178)、2014年再発盤(IECP-10304)共にシルヴィアン&フリップとなっている。

## 背景
フリップは以前にも、シルヴィアンのソロ・アルバム『ゴーン・トゥ・アース』（1986年）に参加しており、1991年にはシルヴィアンを新生キング・クリムゾンのボーカリストに勧誘するが、最終的にはシルヴィアンの意向により、キング・クリムゾンとは別のプロジェクトとなった。1992年3月には、トレイ・ガンを加えたドラムレスのトリオ編成で、シルヴィアン&フリップとしての初ライヴに当たる日本公演を行い、同年6月にはイタリア公演も行った。そして1992年12月から1993年3月にかけて、本作のプリプロダクション、レコーディング、ミキシングが行われた。シルヴィアンによれば、「ジーン・ザ・バードマン」、「ファイアーパワー」、「20th・センチュリー・ドリーミング」はレコーディング前のライヴでも演奏されていた曲だが、「ファイアーパワー」と「20th・センチュリー・ドリーミング」に関しては「スタジオでどんどん長大になり、変化していった」という。
本作でスティックを弾いたトレイ・ガンは、1984年よりフリップ主宰の「ギター・クラフト」に参加してきたミュージシャンで、後にキング・クリムゾンの正式メンバーとなった。また、ジェリー・マロッタはピーター・ガブリエルのバンドのドラマーとしても知られ、フリップは「音楽が発展するにつれて、間違いなくドラマーが必要な楽曲が増えてきた」ことから旧知のマロッタを推薦したという。なお、当時はマロッタも新生キング・クリムゾンのメンバーの候補であった。共同プロデューサーのデヴィッド・ボトリルは、過去にピーター・ガブリエル、クラナド、ジョニ・ミッチェル等の作品でレコーディング・エンジニアを務めており、後にキング・クリムゾンのEP『ヴルーム』（1994年）、アルバム『スラック』（1995年）でもプロデュース及びエンジニアリングに貢献した。

## 反響・評価
全英アルバムチャートでは2週トップ100入りし、最高21位を記録した。また、本作からシングル・カットされた「ジーン・ザ・バードマン」は全英シングルチャートで68位に達した。
スウェーデンのアルバム・チャートでは6週（3回）トップ50入りし、最高34位を記録した。アメリカでは、1993年8月28日付の『ビルボード』のトップ・ヒートシーカーズで32位となった。
Greg Pratoはオールミュージックにおいて5点満点中4.5点を付け「『ザ・ファースト・デイ』は、"God's Monkey"、"Brightness"、それに10分に及ぶ力作"Firepower"といった曲からすぐに伝わってくるように、ミュージシャン達の興奮とエナジーを伴った、極めて一貫性のあるアルバムである」「間違いなくフリップの最高傑作の一つで、キング・クリムゾンのサイド・プロジェクトの中でも、特に鼓舞させられる」と評している。

## 収録曲
特記なき楽曲はデヴィッド・シルヴィアン、ロバート・フリップ、トレイ・ガンの共作。
1. ゴッズ・モンキー - "God's Monkey" (David Sylvian, Robert Fripp, Trey Gunn, David Bottrill) - 5:01
2. ジーン・ザ・バードマン - "Jean the Birdman" - 4:10
3. ファイアーパワー - "Firepower" - 10:27
4. ブライトネス・フォールズ - "Brightness Falls" - 6:06
5. 20th・センチュリー・ドリーミング〜シャーマンズ・ソング〜 - "20th Century Dreaming (A Shaman's Song)" - 11:53
6. ダーシャン〜ザ・ロード・トゥ・グレイスランド〜 - "Darshan (The Road to Graceland)" (D. Sylvian, R. Fripp, T. Gunn, D. Bottrill) - 17:18
7. ブリンギング・ダウン・ザ・ライト - "Bringing Down the Light" (R. Fripp) - 8:26

## 参加ミュージシャン
- デヴィッド・シルヴィアン - ボーカル、ギター、キーボード、テープ
- ロバート・フリップ - ギター、フリッパートロニクス（英語版）
- トレイ・ガン - スティック、ボーカル
- ジェリー・マロッタ - ドラムス、パーカッション
- マーク・アンダーソン - パーカッション
- デヴィッド・ボトリル - トリートメント、サンプリング、コンピュータ・プログラミング
- イングリッド・シャヴェイズ - ボーカル